# Селес Каркамо
Селес Ернесто Каркамо (на испански: Celes Ernesto Cárcamo) е аржентински психиатър и психоаналитик.

## Биография
Роден е на 11 август 1903 година в Ла Плата, Аржентина, в семейството на баща испанец и майка аржентинка с произход от баскската част на Франция. Започва да учи медицина и философия в университета и специализира невропсихиатрия. Започва да работи при Мариано Кастекс. Увлича се по психоанализата, но тъй като в Аржентина по това време тя едва прохожда, заминава за Франция. Там Мари Бонапарт го насочва към Парижкия психоаналитичен институт, където започва обучителна анализа с Пол Шиф и е под супервизията на Рудолф Льовенщайн и Шарл Одиер. Става член на Парижкото психоаналитично общество през 1939 г. Там се запознава с Анхел Гарма, който иска да замине в Аржентина и му предлага подкрепа и съвет. Двамата заминават за Аржентина и през 1942 основават Аржентинската психоаналитична асоциация заедно с Мари Лангер, Арналдо Расковски и Енрике Пишон-Ривиере. През това време Каркамо работи в департамента по психиатрия и психотерапия към Медицинския и хирургичен институт.
Каркамо е аналитик на някои от пионерите на бразилската психоанализа като Данило и Мариалзира Перестрело, Алкион Баер Байя, Заира Битенкурт де Мартинш и други.
Умира на 7 април 1990 година в Буенос Айрес на 86-годишна възраст.